# Otto Sigismund Albrecht Alexander von der Marwitz
Otto Sigismund Albrecht Alexander von der Marwitz (* 7. November 1746 auf Gut Diedersdorf, Kreis Teltow; † 16. Juni 1819 in Glatz) war königlich preußischer Generalmajor und zuletzt Kommandant der Festung Glogau.

## Herkunft
Seine Eltern waren Otto Christian Adolf von der Marwitz (* 20. Mai 1701; † 30. September 1757) und dessen Ehefrau Gottliebe Elisabeth Eva Marie von der Marwitz aus dem Haus Grünrade. Sein Vater war königlich preußischer Rittmeister a. D. im Kürassier-Regiment Nr. 5 sowie Herr auf Diedersdorf.

## Leben
Am 19. September 1758 kam er als Hofpage zum preußischen König Friedrich II. Nach dem Siebenjährigen Krieg kam er am 2. Juli 1763 als Gefreitenkorporal in das I.Bataillon der Garde (Nr. 15). Dort wurde er am 4. Februar 1766 Fähnrich, am 25. Januar 1773 Seconde-Lieutenant und nahm als solcher am Bayrischen Erbfolgekrieg teil. AM 19. Juli 1780 wurde er Premier-Lieutenant, am 10. August 1786 Stabshauptmann und am 27. Januar 1787 Major der Armee. Am 30. Juni 1792 wurde er Kompaniechef im I. Bataillon der Garde. Während des Ersten Koalitionskrieges kämpfte er bei den Belagerungen von Mainz und Landau sowie im Gefecht bei Trippstadt. Am 8. Januar 1795 wurde er Oberstleutnant und am 20. Februar 1795 wurde er Stabsoffizier des I. Bataillons der Garde. Am 19. Januar 1798 wurde er zum Kommandeur des Grenadierbataillons ernannt, welches aus den Grenadierkompanien der vier Gardebataillone zusammengestellt wurde. Am 25. Mai 1798 wurde er zum Oberst befördert und am 26. Februar 1799 wurde er als Kommandeur in das Infanterie-Regiment Nr. 27 versetzt.
Am 17. Juli 1802 kam er dann als Kommandant in die Festung Glogau, was einen Sold von 1200 Talern bedeutete. Am 18. Juni 1803 wurde er zum Generalmajor ernannt. Im Vierten Koalitionskrieg ergab sich die Festung den Franzosen. Am 23. Oktober 1808 wurde beschlossen, dafür das Kriegsgerichtsverfahren gegen ihn zu eröffnen. Im folgenden Verfahren wurde er für schuldig befunden. Am 1. Februar 1810 wurde er kassiert und zu 10 Jahren Festungshaft verurteilt. Sein Antrag, die Haft in der Stadt Glatz zu verbüßen, wurde abgelehnt. Ab dem 23. Oktober 1810 erhielt er ein Gnadengehalt von 15 Talern. Am 31. Mai 1814 wurde ihm der Rest der Strafe erlassen, am 27. August 1814 wurde seine Unterstützung auf 25 Taler erhöht. Das Geld wurde ihm bis zu seinem Tod in Glatz am 16. Juni 1819 ausgezahlt.

## Familie
Er heiratete am 11. August 1802 in Glogau Charlotte Dorothea Wilhelmine Gebler (* 20. Februar 1759). König Friedrich II. verweigerte die Heiratserlaubnis, das Paar lebte aber trotzdem zusammen, erst Friedrich Wilhelm III. erteilte die Erlaubnis 1802. Das Paar hatte zwei Kinder:
- Otto Wilhelm (* 26. August 1778; † vor 1790)
- Gottlieb Felix Ludwig (* 23. Juni 1780; † 30. Mai 1853), Major a. D. ⚭ Magdalene Wilhelmine Johann von Heising (* 18. September 1783; † 12. Oktober 1838), Tochter von Ludwig Ferdinand Friedrich von Heising

1790 legitimierte der König den Sohn Gottlieb, nachdem von der Marwitz die Erlaubnis seiner Familie vorweisen konnte.